# Daboecia cantabrica
La urciona (Daboecia cantabrica) es una especie de la familia de las ericáceas.

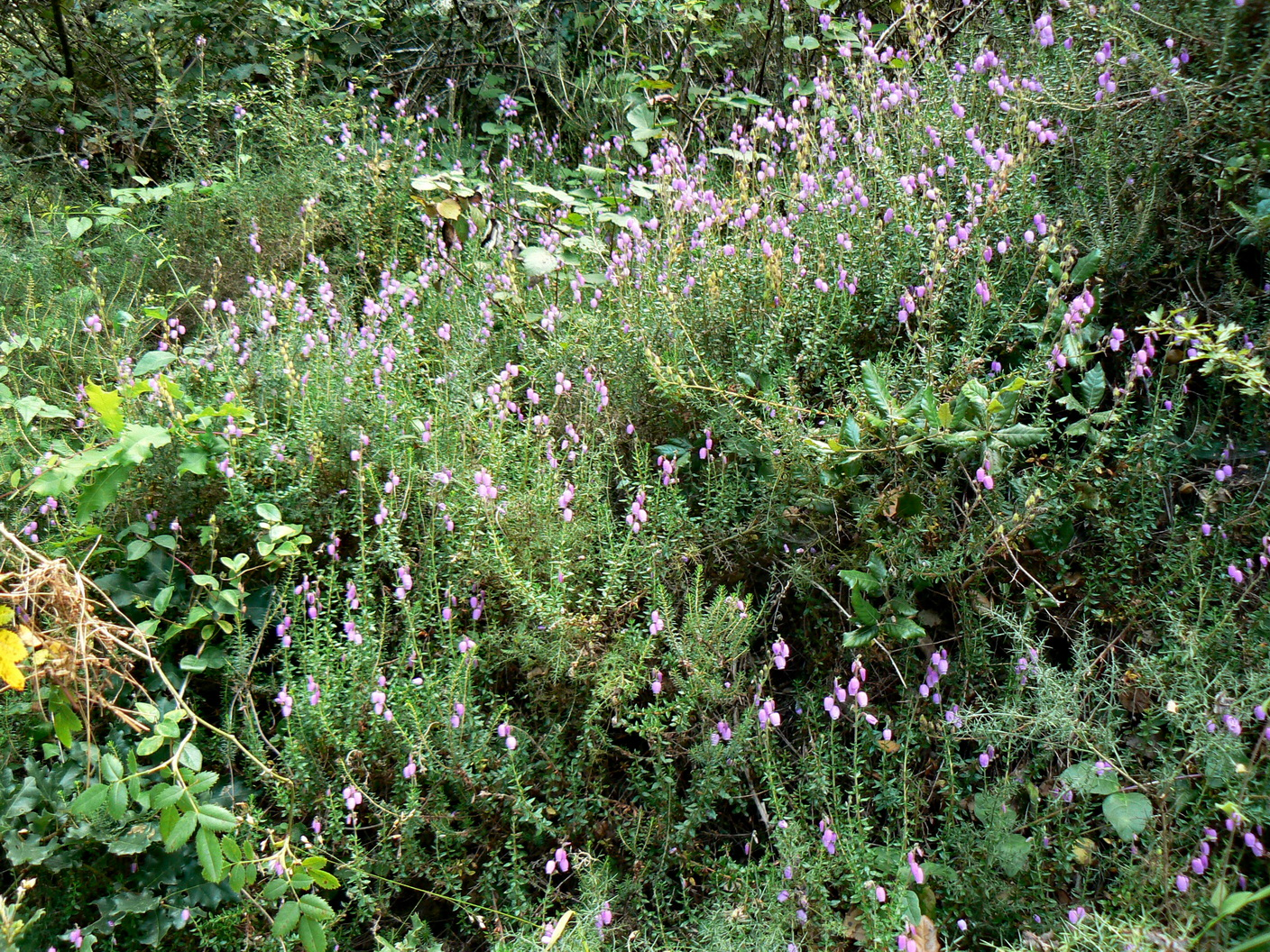
En su hábitat

## Descripción
Arbustillo de hasta 50 cm con tallos inclinados e incluso tumbados; ramas erguidas, pelosas y glandulares en los extremos.
Hojas alternas, perennes, pequeñas (1 cm), enteras, coriáceas, ovaladas o lanceoladas, muy blancas por el envés.
Flores reunidas en racimos terminales flojos y alargados, purpúreas o violáceas y colgantes. Corola globoso-alargada, con lóbulos cortos y revueltos. 8 estambres. Al fructificar pierde la corola.

## Hábitat
Brezales y brezal-tojales, preferentemente cantábricos. 

## Distribución
En España en Galicia, Asturias, Cantabria, Castilla y León y País Vasco.

## Taxonomía
Daboecia cantabrica fue descrita por (Huds.) K.Koch y publicado en Dendrologie 2(1): 132. 1872.
Citología
Número de cromosomas de Daboecia cantabrica (Fam. Ericaceae) y táxones infraespecíficos: 2n=24
Etimología
Daboecia nombre genérico que proviene del nombre del santo irlandés, Saint Dabeoc.
cantabrica: epíteto geográfico que alude a su localización en la costa del mar Cantábrico.
Sinonimia
- Andromeda daboecia L.
- Andromeda montana Salisb.
- Boretta cantabrica (K.Koch) Kuntze
- Boretta daboecia (L.) Baill.
- Daboecia daboecia (L.) Dörfl.
- Daboecia polifolia D.Don
- Daboecia polifolia var. alba Sweet
- Erica cantabrica Collinson
- Erica dabici Crantz
- Erica daboecii L.
- Menziesia daboeci DC.
- Menziesia minor Hoffmanns.
- Menziesia polifolia Juss.
- Vaccinium cantabricum Huds.[4]

## Nombre común
- Castellano: bereza, berezo, brezo, brezo de San Dabeoc, brezo vizcaíno, brezo vizcaíno, campanillas, daboecia cantábrica, tambarilla, tamborella, urciona, zarpa.[5]